# مدلی (فلوریدا)
مدلی (به انگلیسی: Medley) شهرکی در شهرستان میامی-دید ایالت فلوریدا است که در سال ۱۹۴۹ بنیان‌گذاری شده‌است. این شهرک طبق سرشماری سال ۲۰۱۰ میلادی، ۸۳۸ نفر جمعیت داشته و مساحت آن نیز ۱۱٫۱ کیلومتر مربع است.